# Юхан Харстад
Юхан Харстад (на английски: Johan Harstad) е норвежки графичен дизайнер, драматург и писател на произведения в жанра драма, проза, хумор, научна фантастика, хорър и документалистика.

## Биография и творчество
Юхан Харстад е роден на 10 февруари 1979 г. в Ставангер, Норвегия.
Прави литературния си дебют през 2001 г. със сборника с кратка проза „Herfra blir du bare eldre“ (Оттук нататък само старееш). Следващата година е публикуван сборникът му „Ambulanse“ (Бърза помощ).
Първият му роман „Buzz Aldrin, hvor ble det av deg i alt mylderet?“ (Бъз Олдрин, какво ти се случи при цялото объркване?) е издаден през 2005 г. Главният герой живее на Фарьорските острови в Северния Атлантически океан и вместо да се опитва да бъде най-добър, решава да бъде вторият най-добър в живота, както неговия герой, Бъз Олдрин, вторият човек стъпил на Луната. През 2009 г. романът е екранизиран в едноименния телевизионен минисериал с участието на Чад Колман и други известни скандинавски актьори.
През 2008 г. е публикуван научнофантастичния и хорър роман „Дарла : 172 часа на Луната“. Той е посветен на изпращането на няколко тийннейджъри на Луната през 2012 г. и е отчасти препратка към научнофантастичните филми и филмите на ужасите от 70-те и 80-те години. Романът е отличен с наградата „Браге“ в категорията „детско-юношеска литература“ и е преведен в много страни по света.
Автор е на няколко пиеси. През 2009 г. е нает като първия вътрешен драматург в Националния театър в Осло. Всичките му пиеси са поставени на различни сцени, а за постановката на „Osv.“ в Народния театър Харстад е отличен с наградата „Ибсен“.
През 2012 г. е публикувана документалната му книга „Motorpsycho – Blissard – bok om albumet Blissard fra Motorpsycho (2012)“. Тя е комбинация между биографията на норвежката група „Motorpsycho“ и албума им от 1996 г. „Blissard“, и личен разказ за дългогодишната връзка на автора с музиката на групата и собствените му тийнейджърски години.
През 2018 г. е удостоен с нидерландската награда за европейска литература за романа си от 1100 страници „Max, Mischa & Tetoffensiven“.
Харстад работи и като графичен дизайнер под името LACKTR и, наред с други неща, е отговорен за дизайна на всички корици на книгите си. Проектира къщо книги за други автори, както плакати, корици на издания и други проекти. За работа си като дизайнер получава няколко награди.
Юхан Харстад живее в Осло.

## Произведения

### Самостоятелни романи
- Buzz Aldrin, hvor ble det av deg i alt mylderet? (2005)
- Hässelby (2007)
- Darlah (2008)
Дарла : 172 часа на Луната, изд.: „Ергон“, София (2017), прев. Анюта Качева
- Max, Mischa & Tetoffensiven (2015)
- Ferskenen (2018)

### Пиеси
- Grader av hvitt (2007)
- Washingtin (2007)
- Krasnoyarsk (2008
- Brødmannens memoarer del 1: Akapulco (2007)
- Brødmannens memoarer del 2: Ellis Iland (2009)
- Osv. (2010)

### Сборници
- Herfra blir du bare eldre (2001) – проза
- Ambulanse– 2002) – разкази
- Bsider (2008) – проза и хумор

### Документалистика
- Motorpsycho – Blissard – bok om albumet Blissard fra Motorpsycho (2012) – монография

### Екранизации
- 2005 – 2011 Buzz Aldrin, hvor ble det av deg i alt mylderet? – тв минисериал, 4 епизода